# Стеригма

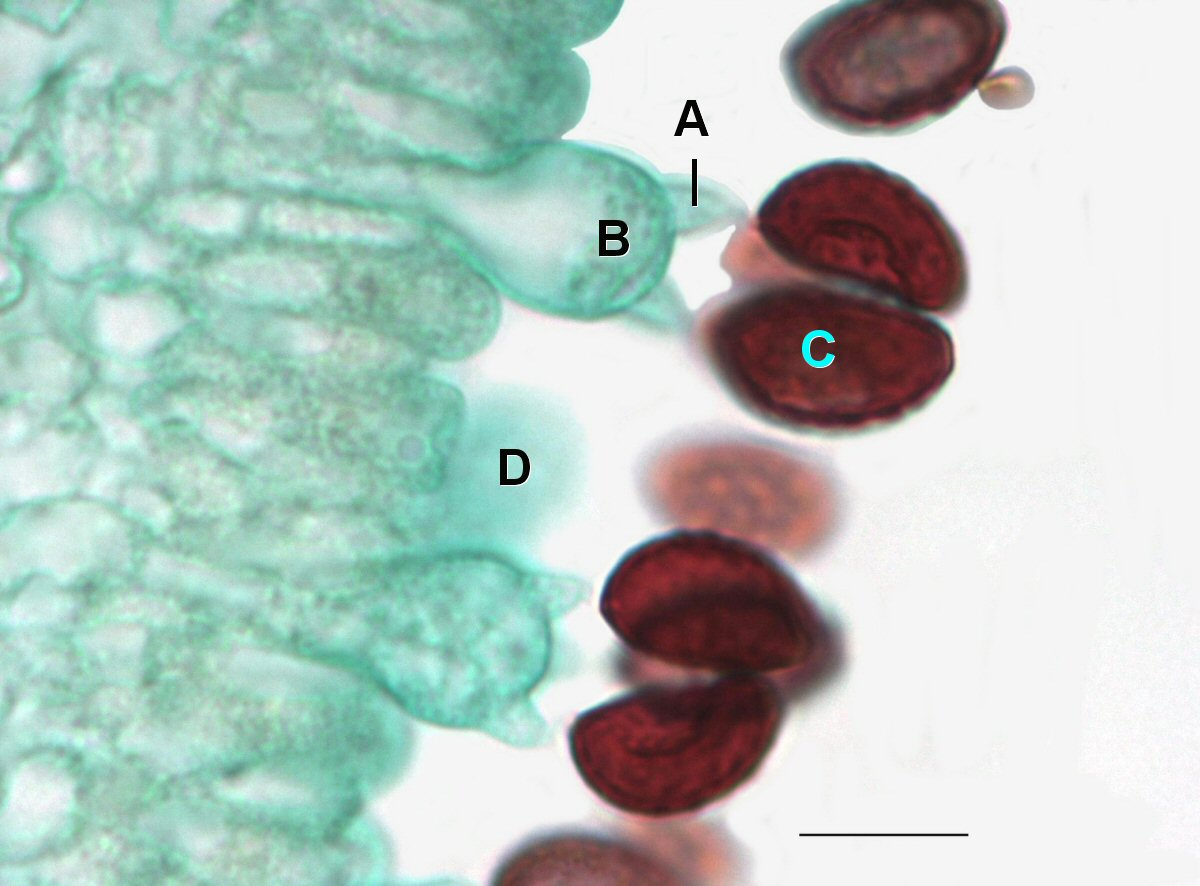
Фотографія спор Coprinus з помітними стеригмами (обозначені літерою А)

Стеригма  — маленька структура для підтримки спор у грибів. Стерильна клітина, що несе фіаліди. Притаманна грибам родів Peninillium, Aspergillus (профіаліда).